# Наконечное Первое

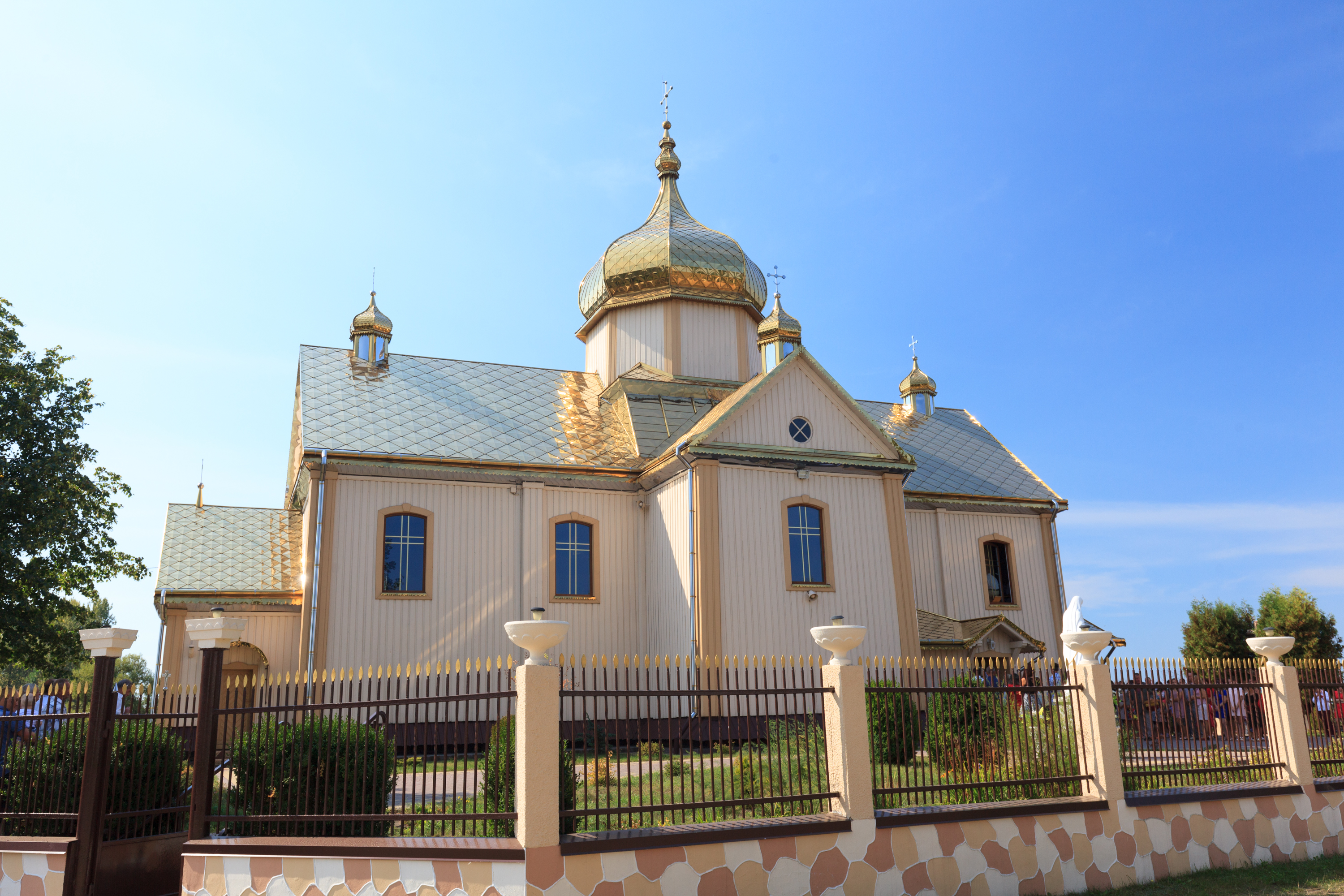
Успенская церковь, 1840

Наконечное Первое (укр. Наконечне Перше) — село в Яворовской городской общине Яворовского района Львовской области Украины.
Население по переписи 2001 года составляло 1154 человека. Занимает площадь 1,408 км². Почтовый индекс — 81032. Телефонный код — 3259.

## Известные жители и уроженцы
- епископ Степан Менёк (род. 1949) — грекокатолический епископ, экзарх донецко-харьковский.